# ساردین روغنی
نام علمی گونه
(Sardinella longiceps (Valenciennes, ۱۸۴۷
نام علمی مترادف : ندارد 
نام انگلیسی : Indian oil Sardinella
نام فارسی : ساردین روغنی 

اندازه : حداکثر انداره ۲۳ و بطور متوسط ۱۶ سانتی متر می‌باشد.
مشخصات : بدن دوکی شکل و کشیده مقطع عرضی آن تقریباً استوانه‌ای شکل می‌باشد. شکم گرد شده و دارای زره پولکی می‌باشد، تعداد خارهای آبششی روی بخش پائینی اولین کمان آبششی به ۱۵۰ تا ۲۵۵ عدد می‌رسد. باله پشتی دارای ۱۳ تا ۱۵ شعاع نرم، باله مخرجی دارای ۱۲ تا ۱۵ شعاع نرم، باله شکمی دارای ۹ شعاع نرم، رنگ بدن در پشت سبز – آبی پهلوها نقره ای، یک خال سیاه روی لبه عقبی سرپوش آبششی و یک بخش طلایی روی بدن، درعقب سرپوش آبششی وجود دارد.
زیست شناسی : گونه‌ای سطح زی بوده و در آبهای گل آلود سواحل کم عمق زیست می‌کند. به شکل گله‌های بزرگ حرکت می‌کنند و یک ماهی مهاجر قوی محسوب می‌شود. غذای اصلی آنها شامل فیتوپلانکتون و دیتریت می‌باشد.
نامهای مورد استفاده در جنوب ایران : مومغ باریک، عومه، حشینه
وسایل صید : تورگردان قایقی، ترال سطحی و میان آبی، تورهای کششی ساحلی.